# Бутим Іван Іванович
Бутим Іван Іванович (23 квітня 1989, Модричі — 24 серпня 2023, Іванівське) — військовослужбовець 80 ОДШБр, учасник російсько-української війни, який загинув під час російського вторгнення в Україну.

## Життєпис
Іван народився 23 квітня 1989 року в селі Модричі Дрогобицького району Львівської області.
Іван навчався у Модрицькій ЗЗСО І-ІІІ ступенів села Модричі Дрогобицького району, після закінчення якої вступив у Дрогобицьке ВПУ 19 на спеціальність комп'ютерний-програміст.
Протягом юності почав займатись спортом в домашніх умовах, для цього створив імпровізований спортзал, в якому використовував, як звичайні диски для штанги, так і відра наповнені каменем, також займався кікбоксингом, отримував призові місця у змаганнях. Юнак вирізнявся дуже стійким та спокійним характером, відсутністю негативних звичок, розвиненою спортивною фігурою. В період 2009 року відслужив строкову службу в армії. Після демобілізації працював у сфері громадського харчування, а згодом — на підприємстві Leoni, що займається виробництвом кабельної продукції для автомобільної промисловості.

## Участь у війні
У березні 2023 року був мобілізований до лав Збройних Сил України. Проходив підготовку на полігонах Львівщини та Чернівецької області. 
Після бойового злагодження був призначений гранатометником у 1-ше відділення 2-го взводу 4-ї роти 1-го десантно-штурмового батальйону 80 ОДШБр. Служив у складі штурмової групи та безпосередньо брав участь у бойових діях на передовій. Крім основних штурмових завдань, активно займався евакуацією поранених побратимів, а також доставкою боєприпасів і провізії до позицій — часто вручну, через високу загрозу ворожого вогню, що унеможливлював використання техніки.
24 серпня 2023 року, у День Незалежності України, неподалік села Іванівське Донецької області загинув під час евакуації пораненого бійця із суміжного підрозділу. Отримав вибухову травму, несумісну з життям.

## Прощання
Похований 31 серпня 2023, на сільському кладовищі Модрич, рідного села в якому прожив все життя.

## Родина
Іван не був одружений, в нього залишились батьки та брат.

## Нагороди
Посмертно нагороджений указом президента України № 693/2023 орденом «За мужність» III ступеня від 16 жовтня 2023.